# Maulbeeren

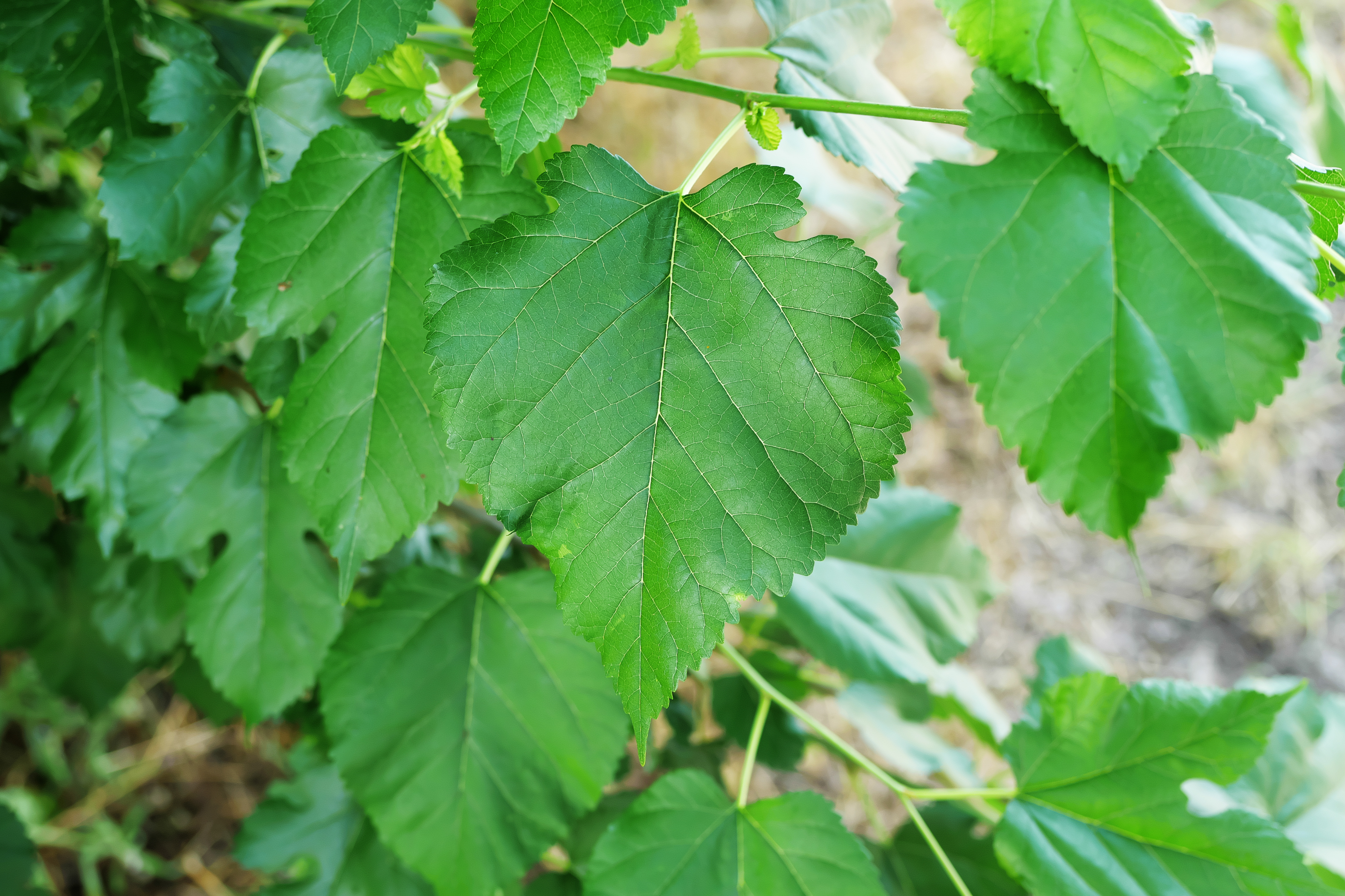
Blatt der Maulbeere

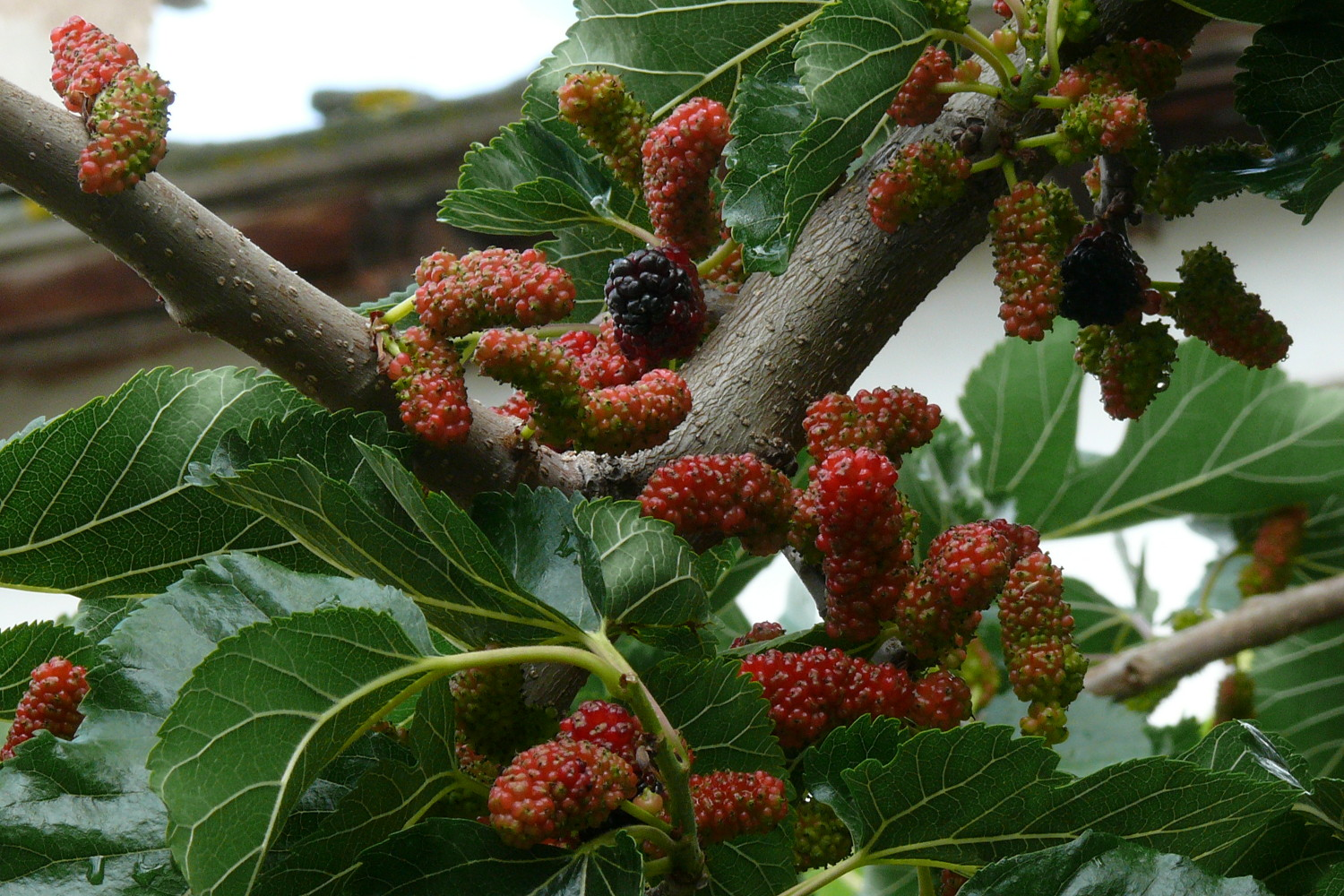
Schwarze Maulbeere mit Blättern und unreifen Früchten

Die Maulbeeren oder Maulbeerbäume (Morus) sind wie die Feigen (Ficus) eine Pflanzengattung in der Familie der Maulbeergewächse (Moraceae).

## Verbreitung
Mit zwölf Arten war die Gattung ursprünglich über die gemäßigten und subtropischen Regionen der Nordhalbkugel mit Ausnahme von Europa verbreitet. Maulbeeren wurden aber schon zu Zeiten der Römer in allen wärmeren Regionen Europas verbreitet, die sich klimatisch auch zum Weinanbau eignen.
Die drei in Europa bekanntesten Arten sind Weiße Maulbeere und Schwarze Maulbeere, beide aus Asien, sowie die Rote Maulbeere aus Nordamerika.
Weiße Maulbeeren wachsen in Deutschland häufig nur strauchförmig. Geeignete Standorte sollten vor allem warm und windgeschützt sein. Günstig sind lockere, frische, tiefgründige, nährstoffhaltige sowie kalkreiche Böden.

## Beschreibung

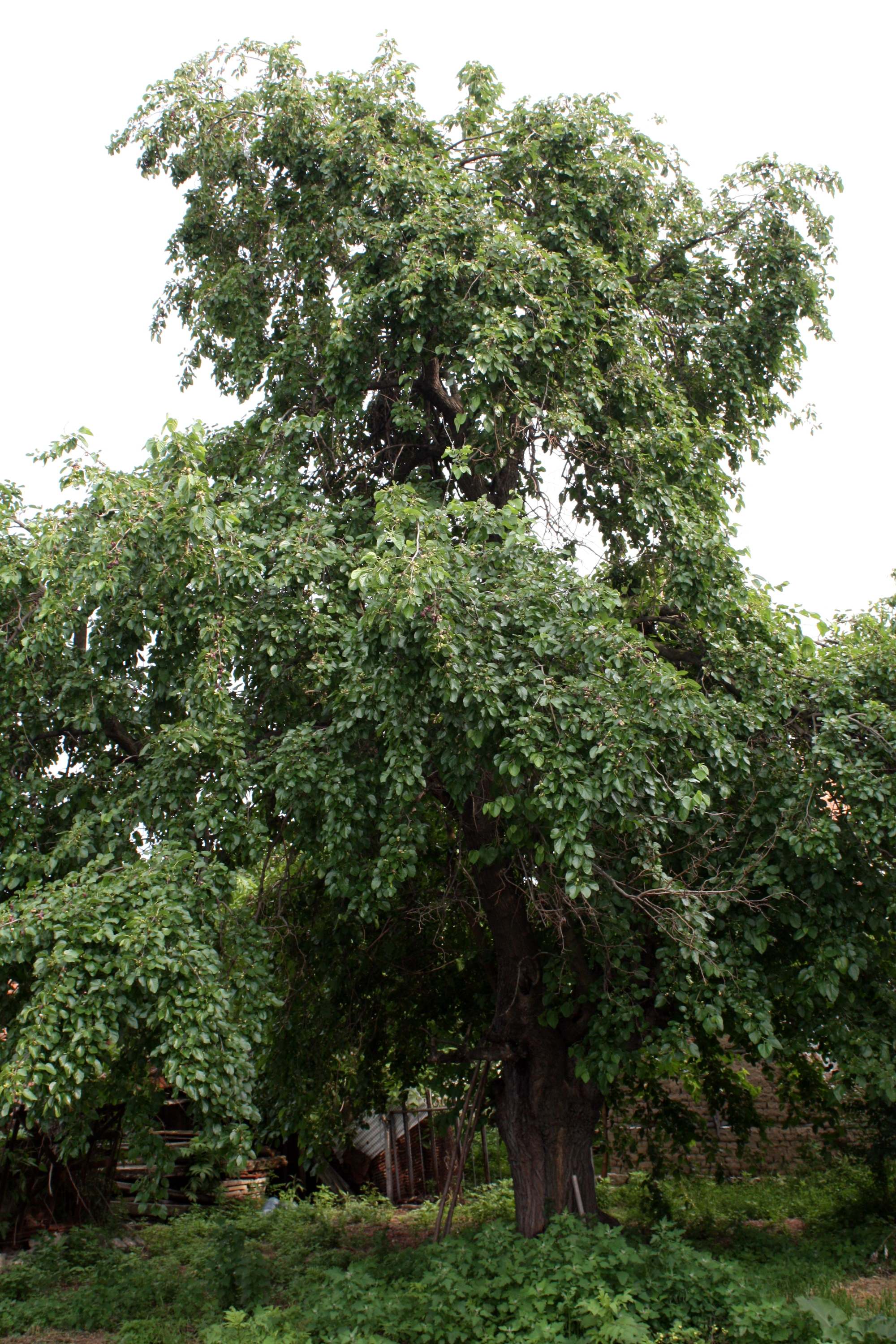
Alter Maulbeerbaum

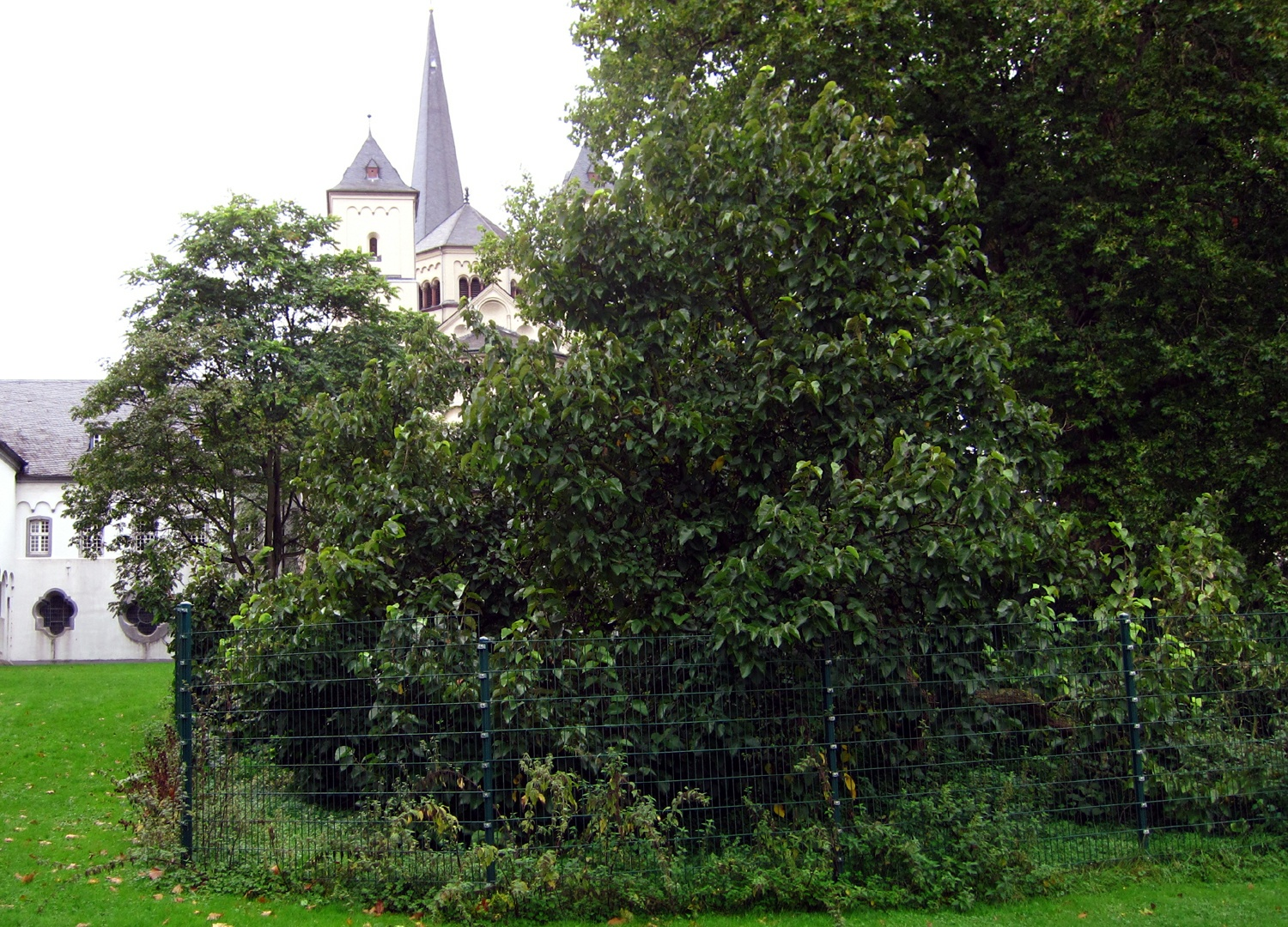
Tausendjähriger Maulbeerbaum im Park der Benediktinerabtei Brauweiler (2011)

Maulbeeren sind sommergrüne Bäume oder Sträucher, die Wuchshöhen von 6 bis 15 Meter erreichen. Sie führen einen weißen Milchsaft und haben eine graubraune Rinde. Die Blattform kann auch am selben Baum beträchtlich variieren. Die einfachen, meist gezähnten Laubblätter sind wechselständig und unzerteilt bis gelappt oder gespalten. Die Nervatur ist drei- bis fünfzählig. Nebenblätter sind immer vorhanden, können aber frühzeitig abfallen.

### Blüten
Morus-Arten sind einhäusig (monözisch) oder zweihäusig (diözisch) getrenntgeschlechtig. Die vielblütigen, meist achselständigen Blütenstände sind ährig, oder es sind Kätzchen und Köpfchen. Die Blüten sind vierzählig mit einfacher Blütenhülle, die Kronblätter fehlen. Es ist ein vierteiliger Kelch vorhanden. Männliche Blüten enthalten bis zu vier Staubblätter, und es kann ein Pistillode vorhanden sein. Der meist einkammerige Fruchtknoten ist meist oberständig und mit einem zweiästigen Griffel, oder mit zwei Griffeln. Bei den weiblichen Blüten sind meist keine Staminodien ausgebildet.

### Früchte
Die Früchte sind Fruchtverbände (Scheinfrüchte) aus Achänen in einem fleischigen Kelch und Blütenboden. Entsprechend der Bewertung der Achänen als Sonderform der Nuss werden sie auch als Nussfruchtverband eingeordnet. Sie ähneln länglichen Brombeeren, bei denen es sich jedoch um Sammelsteinfrüchte handelt. Die Farbe reicht von cremefarben (Weiße Maulbeere) über rot bis zu schwarz. Allerdings lässt sich die Art nicht immer nur über die Fruchtfarbe bestimmen.

## Nutzung

### Parkbaum
In Parks und Gärten im deutschsprachigen Raum werden meist Zierformen der Weißen Maulbeere gepflanzt, da sie winterhärter ist als die Schwarze Maulbeere, deren stark färbende Früchte zudem in der Nähe von Verkehrsflächen unerwünscht sind. Die Rote Maulbeere ist dort noch praktisch unbekannt, obwohl sie als die frosthärteste Art gilt.

### Blätter

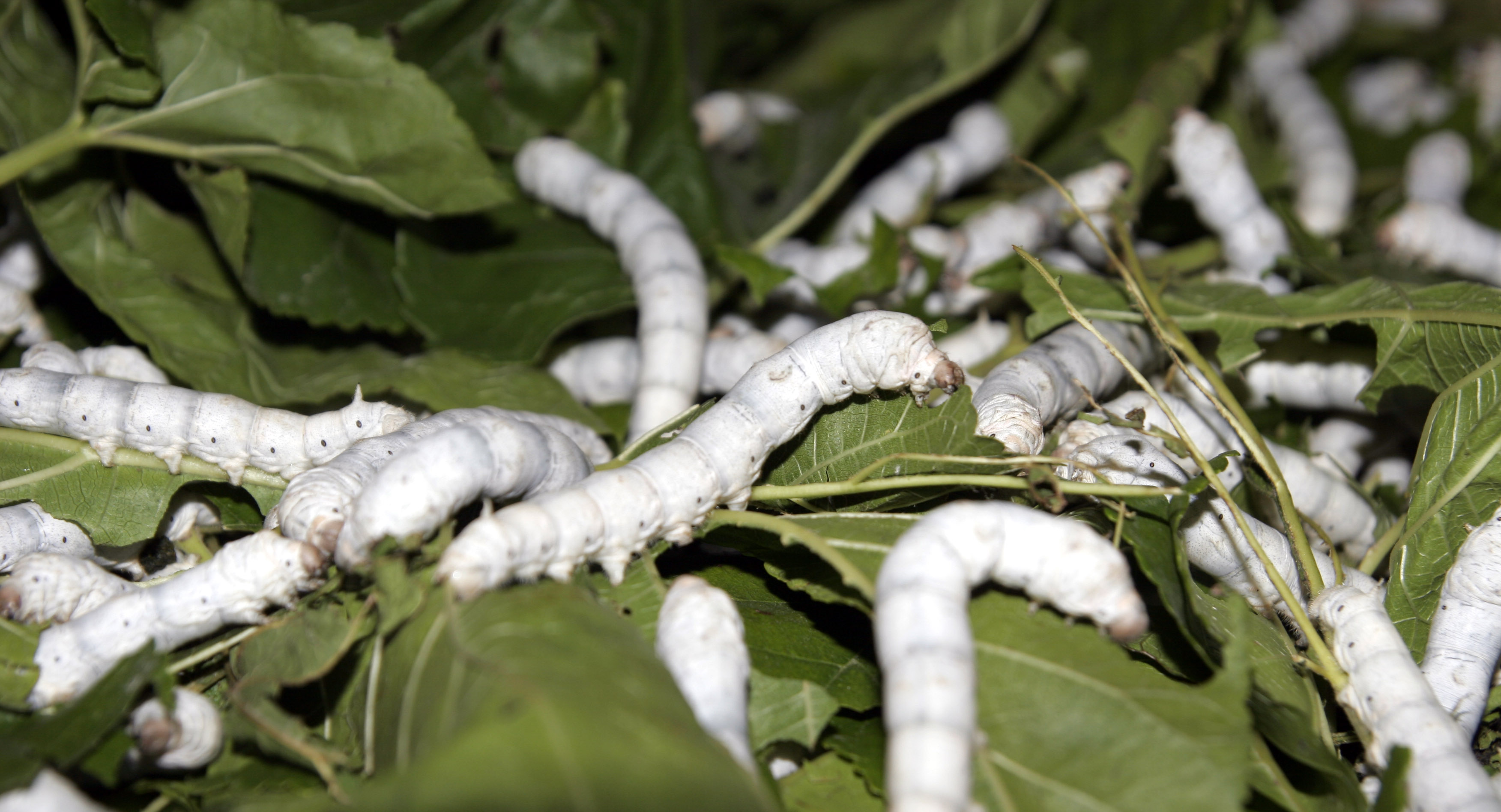
21 Tage alte Seidenspinnerraupen auf Maulbeerblättern

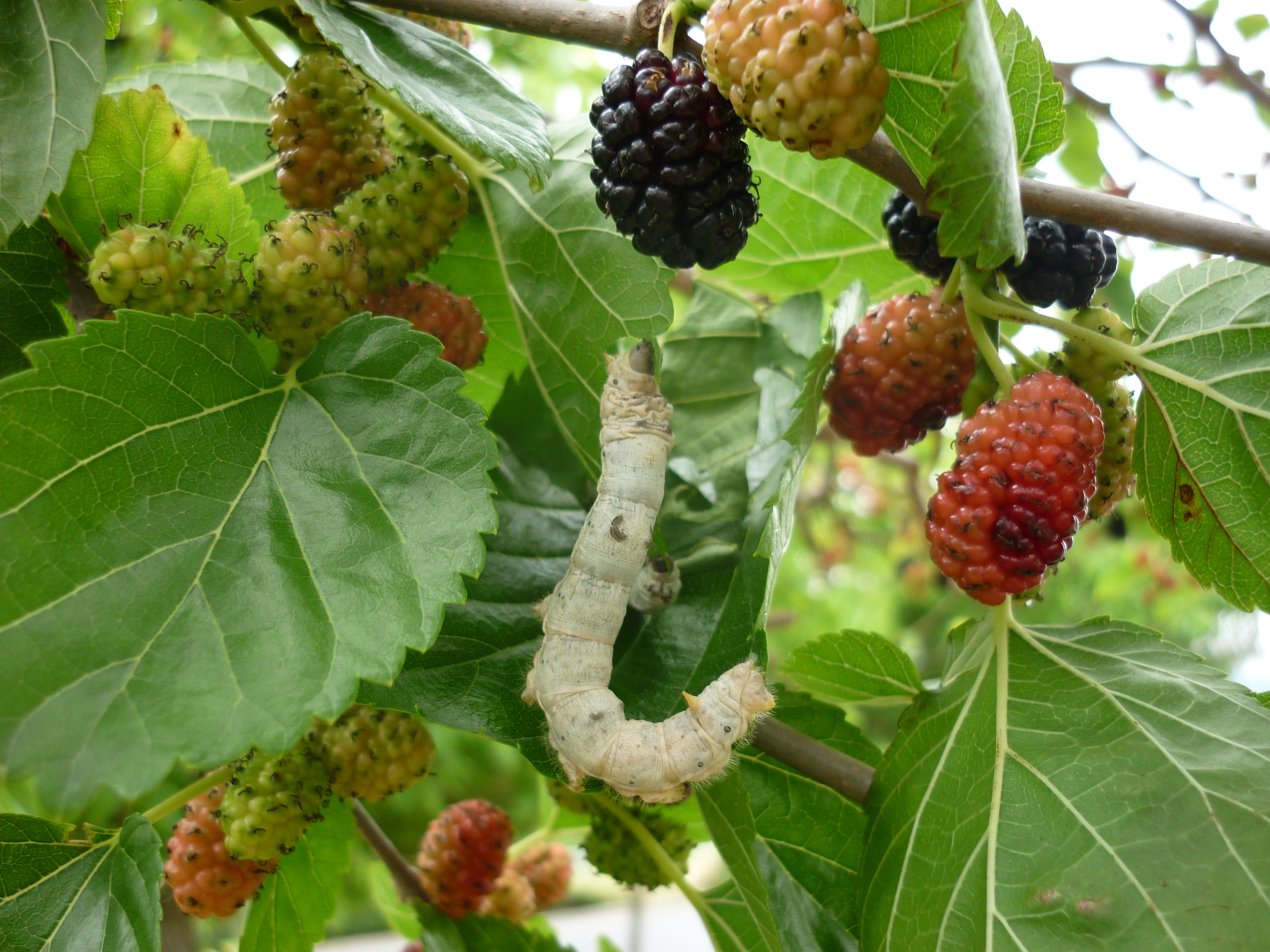
Seidenspinnerraupe an einem Maulbeerbaum, daneben Früchte in verschiedenen Reifegraden

Die grünen Blätter der Weißen Maulbeere dienen der Zucht des Seidenspinners und waren der Hauptgrund, Maulbeerbäume in Europa einzuführen. Ganze Landschaften – hauptsächlich in Südeuropa – wurden durch die Maulbeerbäume, die Seidenraupenzucht und die Seidenproduktion geprägt. Auch in Preußen wurden aus diesem Grunde Weiße Maulbeeren an Alleen, auf Marktplätzen und Schulhöfen gepflanzt. Billige Seidenimporte aus Südostasien Anfang des 20. Jahrhunderts machten die europäische Seidenzucht und damit auch die europäischen Maulbeerbäume überflüssig.
Die Blätter werden auch als Teeaufguss zur Behandlung von Blasen- und Harnwegsentzündung angewandt.

### Holz
Das Holz der Weißen Maulbeere wird als hart, dauerhaft und gut polierfähig hochgeschätzt. Es dient im Mittelmeergebiet zur Herstellung von Schnaps- und Weinfässern sowie in asiatischen Ländern (besonders in der Türkei und im persischen Sprachraum) zur Herstellung von hochwertigen Musikinstrumenten (Zupfinstrumenten) wie Tar, Saz, Baglama oder Cura.

### Bastfasern
Im südostasiatischen Raum (Thailand, Laos, Myanmar) wird die Rinde zu handgeschöpften Papieren weiterverarbeitet.
Dieses Maulbeerpapier dient dort als Material für Büttenpapiere, Fotoalben, Schachteln und Papierblüten.
Die als Kōzo (楮) bekannten Bastfasern des zur selben Pflanzenfamilie gehörenden Papiermaulbeerbaums finden in China und Japan bei der Herstellung von Japanpapier (Kozogami) Verwendung.

### Früchte
Die Früchte der drei genannten Arten sind essbar. Maulbeerfrüchte sind sehr süß und saftig, wobei die Weiße Maulbeere teils als fade gilt, während die Rote und Schwarze Maulbeere intensiver im Geschmack und aromatischer sind. Die Früchte reifen am Baum im Laufe mehrerer Wochen in unterschiedlichem Tempo und können daher nicht gleichzeitig geerntet werden. In manchen Ländern legt man Tücher oder Folien unter die Bäume; beim Schütteln fallen dann immer nur die reifen Maulbeeren ab. Als Marktobst haben frische Maulbeeren praktisch keine Bedeutung, da sie zu weich und saftig für den Transport sind und zu schnell verderben.
Stattdessen werden sie als Saft oder getrocknet angeboten.
Die Maulbeere enthält je 100 Gramm rund 9,8 g Kohlenhydrate (davon 8,1 g Zucker), 0,4 g Fett und 1,4 g Proteine. Daraus ergibt sich ein Energiegehalt von 180 kJ (43 kcal). Frische Maulbeeren haben einen relativ hohen Gehalt an Vitamin C. Daneben kommen auch Vitamin E, K und einige B-Vitamine in nennenswerten Mengen vor.

## Systematik
Die Gattung umfasst etwa 10 bis 15 Arten. Hier eine Liste der Arten:
- Weiße Maulbeere (Morus alba L., Synonym: Morus alba f. tatarica Ser., Morus alba var. constantinopolitana Loudon, Morus alba var. multicaulis (Perr.) Loudon, Morus atropurpurea Roxb., Morus indica L. sowie Morus multicaulis Perr.)
- Morus australis Poir. (Syn.: Morus acidosa Griff., Morus bombycis Koidz.): Sie kommt in Indien, Nepal, Bhutan, Myanmar, China, Korea, Taiwan, Japan und auf Sachalin vor.[5]
- Morus boninensis Koidz.: Sie kommt auf den Ogasawara-Inseln vor.[6]
- Morus cathayana Hemsl.: Sie kommt in China, Japan und Korea vor.[5]
- Morus celtidifolia Kunth: Sie kommt in Mexiko, El Salvador, Guatemala, Honduras, Bolivien, Ecuador und Peru vor.[5]
- Morus insignis Bureau: Sie kommt von Mexiko bis Venezuela und Argentinien vor.[6]
- Morus kagayamae Koidz.: Sie kommt in Japan vor.[5]
- Morus liboensis S.S.Chang: Sie kommt in Guizhou vor.[6]
- Morus macroura Miq. (Syn.: Morus laevigata Wall. ex Brandis): Sie kommt in Indien, Nepal, Bhutan, Indonesien, Kambodscha, Myanmar, Thailand und in den chinesischen Provinzen Xizang und Yunnan vor.[5]
- Morus mesozygia Stapf: Sie kommt im tropischen und im südlichen Afrika vor.[5]
- Morus miyabeana Hotta: Sie kommt in Kyushu vor.[6]
- Morus mongolica (Bureau) C.K.Schneid. (Syn.: Morus alba var. mongolica Bureau): Sie kommt in China, in der Mongolei, in Japan und in Korea vor.[5]
- Schwarze Maulbeere (Morus nigra L.)
- Morus notabilis C.K.Schneid.: Sie kommt in Sichuan und in Yunnan vor.[5]
- Rote Maulbeere (Morus rubra L.): Sie kommt im östlichen Kanada und in den Vereinigten Staaten vor.[5]
- Morus serrata Roxb.: Sie kommt in Pakistan, Indien, Nepal und in Xizang vor.[5]
- Morus trilobata (S.S.Chang) Z.Y.Cao: Sie kommt in Guizhou vor.[6]
- Morus wittiorum Hand.-Mazz.: Sie kommt im südlichen China vor.[6]

Folgende beschriebenen Arten werden aktuell anderen Gattungen zugeordnet:
- Morus calva H.Lév.: Ist jetzt Coriaria sinica Maxim.
- Morus mairei H.Lév.: Ist jetzt Acalypha mairei (H.Lév.) C.K.Schneid.
- Morus excelsa Welw.: Ist jetzt Milicia excelsa (Welw.) C.C.Berg
- Morus papyrifera L.: Ist jetzt Broussonetia papyrifera (L.) Vent.; siehe Papiermaulbeerbaum
- Morus tinctoria: Ist jetzt Maclura tinctoria (L.) D.Don ex Steud.; siehe Färbermaulbeerbaum

## Geschichte

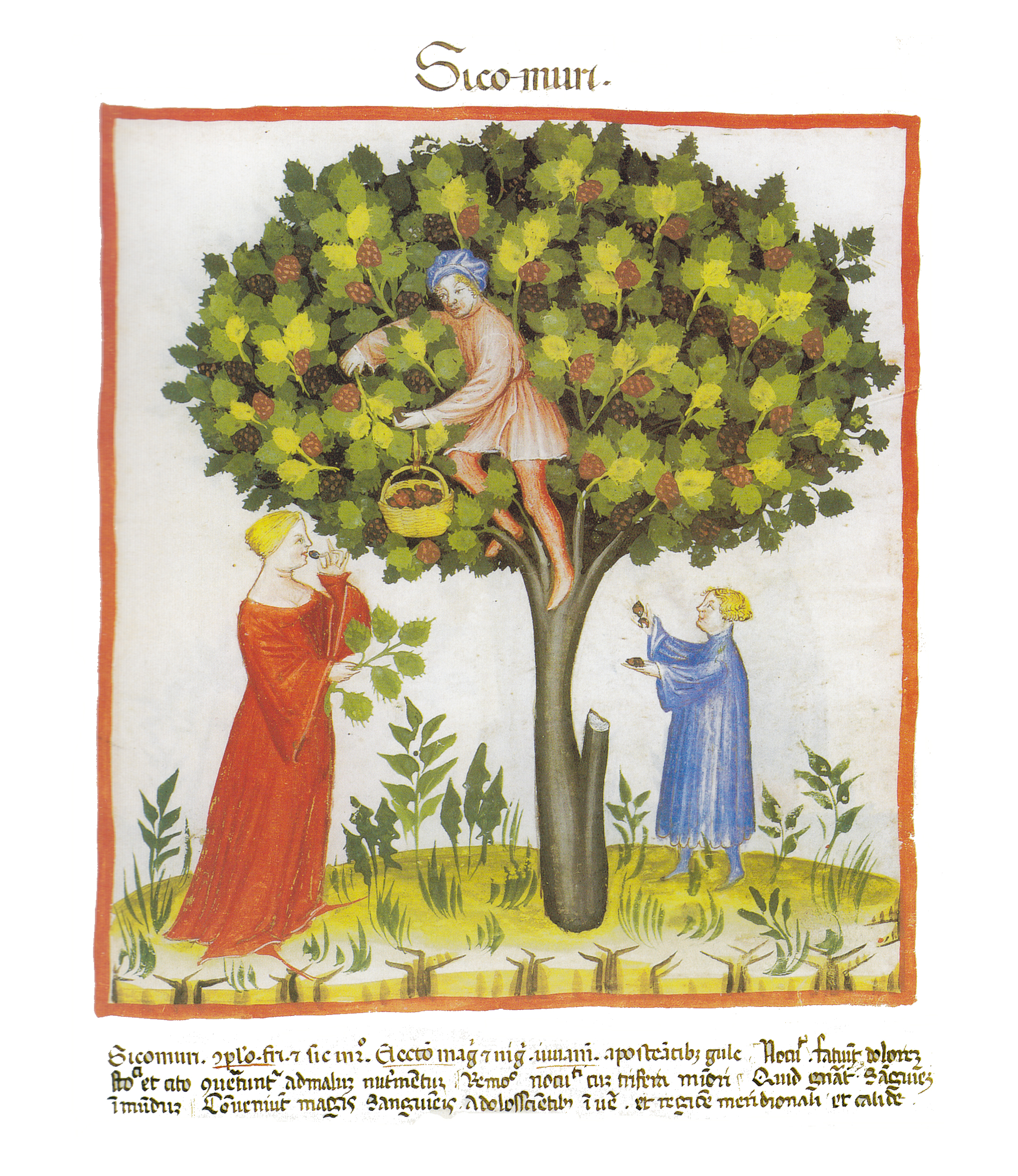
Tacuinum sanitatis. 14. Jh. Weitere historische Abbildungen:

Maulbeerbäume werden in Ovids Metamorphosen einmal erwähnt: In Pyramus und Thisbe wird erzählt, dass die Farbe der Maulbeeren ursprünglich weiß war und das Blut, das Pyramus vergoss, in die Wurzeln des Baumes einzog und die Maulbeeren purpurn färbte. In der Bibel wird der Maulbeerbaum achtmal genannt, wobei meist die Maulbeer-Feige gemeint ist. Im Orient werden Maulbeeren (bzw. Morus- und Rubusarten und deren Frucht) als Tut (tūt) bezeichnet (in alten Texten latinisiert thuthea und ähnlich geschrieben). Die Maulbeeren von Morus nigra L. und M. alba L. wurden im Mittelalter Moracelsi und auch Mora (domestica) genannt. Medizinisch wurde der Saft der Maulbeeren in Europa zur Vorbeugung und Behandlung von Vergiftungen und Entzündungen, insbesondere aber gegen Halsentzündungen empfohlen.
Quellen (Auswahl)
| Antike                                                                      | Arabisches Mittelalter                                                      | Lateinisches Mittelalter | Neuzeit |
| --------------------------------------------------------------------------- | --------------------------------------------------------------------------- | --- | --- |
| - Pedanios Dioskurides, 1. Jh. - Plinius der Ältere, 1. Jh. - Galen, 2. Jh. | - Avicenna, 10.–11. Jh. - Circa instans, 12. Jh. - Pseudo-Serapion, 13. Jh. | - Hildegard von Bingen, 12. Jh. - Konrad von Megenberg, 14. Jh. - Herbarius Moguntinus, Mainz 1484 - Gart der Gesundheit, Mainz 1485 - Hortus sanitatis, Mainz 1491 - Hieronymus Brunschwig, Straßburg 1500 | - Otto Brunfels, Straßburg 1537 - Leonhart Fuchs, Basel 1543 - Hieronymus Bock, Straßburg 1546 - Philipp Lorenz Geiger 1830 - Encyclopädisches Wörterbuch 1840 - Jonathan Pereira / Rudolf Buchheim 1848 - Wolfgang Schneider 1974 |

In China wurden schon im legendären Shennong ben cao jing Zubereitungen aus Bestandteilen des Maulbeerbaumes (sāng 桑) zur Behandlung von Entzündungen, aber auch zur allgemeinen Kräftigung empfohlen. Bis heute wird die Anwendung der Blätter (gegen Husten, Schwindel und Augenrötung), der Rinde (gegen Asthma bronchiale und gegen Wasseransammlungen), der kleinen Äste (gegen Schmerz im Schultergelenk) und der Früchte (gegen „Xue-Leere“-Erschöpfung) empfohlen.
In der Medizin wird oft auf die Form der Maulbeere Bezug genommen. So wird das Aussehen von Gallensteinen mit den Maulbeeren verglichen. Auch die befruchtete Eizelle wird im 32-Zell-Stadium, also nach der Befruchtung durch das Spermium und vor der Einnistung in die Gebärmutterschleimhaut, als Morula oder Maulbeerkeim bezeichnet.

Wappen von Erkner

Schwarze Maulbeeren werden auch zu Sirup für Erfrischungsgetränke verarbeitet.
Seit 1024 steht in der Benediktinerabtei Brauweiler der tausendjährige Maulbeerbaum, zu dessen Füßen der Legende nach die Tochter Kaiser Ottos II., Mathilde, die Klostergründung beschloss. Auf dem die Kirche St. Marien umgebenden, bis 1913 genutzten historischen Friedhof von Schildau steht ein Maulbeerbaum, der nachweislich im Jahr 1518 gepflanzt wurde.
Auch in der Heraldik hat der Maulbeerbaum mit den Früchten es als Wappenfigur in den Wappenschild geschafft. Beispiel ist das Wappen von Erkner mit der Beschreibung: „Im blauen Schild ein goldener Schrägrechtsbalken überdeckt von einem schwarzen bewurzelten Maulbeerbaum mit grünen Blättern und zwei silbernen Maulbeeren.“